# Španělsko v době osvícenství
Španělsko v době osvícenství pokrývá dějiny Španělska od nástupu Bourbonů roku 1700 po období napoleonských válek na počátku 19. století (Španělská válka za nezávislost). Historické období monarchie bývá označováno také jako Bourbonské Španělsko.

## Panovníci
- 1700–1746: Filip V. (1683–1746)
- 1746–1759: Ferdinand VI. (1713–59)
- 1759–1788: Karel III. (1716–88)
- 1788–1808: Karel IV. (1748–1819)
- 1808: Ferdinand VII. (1784–1833), znovu vládl od roku 1813

## Historie

### Válka o španělské dědictví
Smrtí Karla II. v roce 1700 vymřela mužská linie španělských Habsburků. Ještě předtím než zemřel, určil Karel v (zpochybňované) závěti svým dědicem a nástupcem svého prasynovce Filipa z Anjou, vnuka Ludvíka XIV., z rodu Bourbonů (Karlova sestra Marie Terezie byla po uzavření pyrenejského míru provdána za Ludvíka XIV.). Po Karlově smrti nastoupil Filip jako Filip V. na španělský trůn, avšak odmítl se vzdát nároku na francouzskou korunu, jak Karlův testament předem stanovoval. Ihned poté prohlásil císař Svaté říše římské Leopold I., který mohl jakožto rakouský Habsburk podle salického práva uplatňovat nárok na vládu ve Španělsku, svého mladšího syna Karla (pozdějšího císaře Karla VI.) za španělského krále. Podpory se mu dostalo ze strany velké koalice, v níž se spojila většina evropských států, aby tak čelily hrozícímu sjednocení Španělska a Francie a zabránily zvrácení rovnováhy sil v Evropě a v zámoří ve prospěch bourbonské hegemonie.
Válka začala lépe pro Bourbony, nicméně po porážce v bitvě u Höchstädtu v roce 1704 byli Francouzi a Španělé zatlačeni do defenzívy. V následujícím roce dobyli Habsburkové Barcelonu a zmocnili se také celé Katalánie. Avšak poté, co se Francouzi úspěšně ubránili v bitvě u Malplaquet v roce 1709, nastal postupný rozpad protibourbonské koalice, podpořený ještě předčasnou smrtí císaře Josefa I., která znamenala, že jeho bratr Karel by se měl stát zároveň římským císařem i španělským králem, s čímž jeho dosavadní spojenci nesouhlasili.
Na konci války byl tak Filip V. utrechtským mírem uznán španělským králem – ovšem za podmínky, že se Španělsko a Francie nikdy nespojí. Španělsko se navíc muselo vzdát všech svých zbývajících evropských území v Nizozemí a v Itálii, která se z větší části stala majetkem rakouských Habsburků. Katalánie zůstala součástí království na rozdíl od Gibraltaru a ostrova Menorca, jež připadly Velké Británii.

### Konsolidace pod osvíceným absolutismem
S prvním bourbonským králem Filipem V. (1700–1746) přišly z jeho francouzské vlasti politické inovace, které dodaly rozvrácenému Španělsku tolik potřebnou energii a stabilitu. Francouzi a Italové, které Filip dosadil do vrcholných funkcí ve správě a ve vojsku a mezi nimiž vynikal především Giulio Alberoni, zde nyní zaváděli, i když jen v omezeném rozsahu, správní principy uplatňované ve Francii. Španělsko tak kráčelo ve šlépějích francouzského absolutismu. Všechny brzdící vlivy domácí státní správy byly odstraněny a současně byla omezena privilegia šlechty. Obchod, výroba, věda a umění byly nadále podporovány, přetrvávající lokální práva a výsady v Katalánsku a Aragonu odstraněny a rovněž byl zaveden jednotný daňový systém a míra zdanění (Decreto de Nueva Planta).

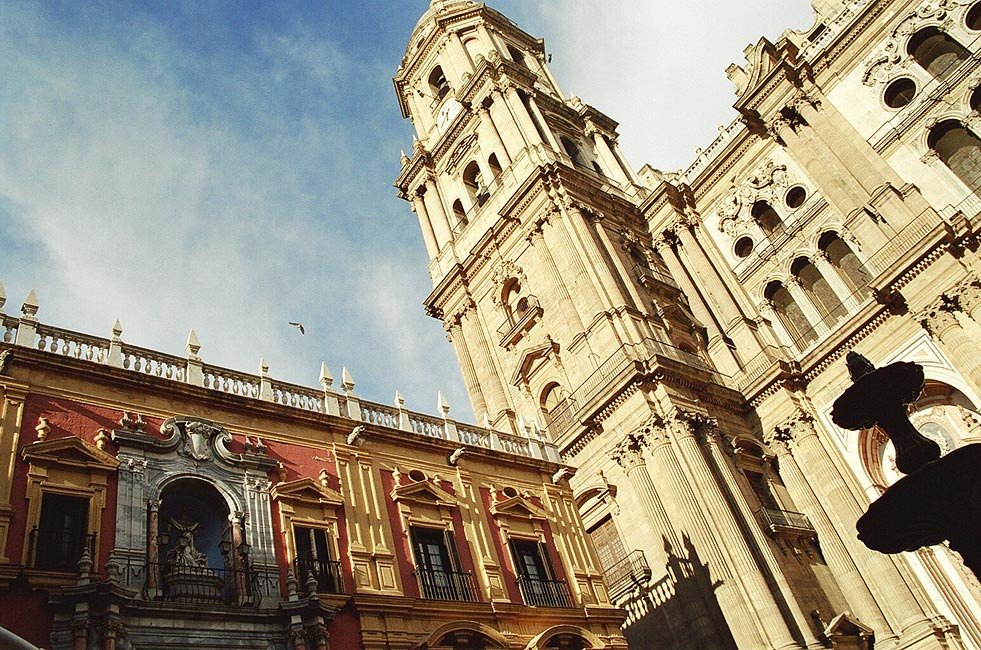
Katedrála a palác Episcopal v Málaze

Vlajka do roku 1785

Námořní prapor (1760–1785)

Blahodárné účinky těchto opatření nebyly sice neomezené (státní finance zůstávaly stále v troskách), přesto se aktivní a rozvážná královská moc ukázala až překvapivě pružná. Když však chtěla vláda odstranit přílišný vliv a zneužívání moci církve, narazila u lidu na všeobecný a energický odpor, kterému Filip V. pod vlivem své druhé manželky, Alžběty Farnese, raději ustoupil. Církev slavila svůj triumf nad královskou mocí, který ve Španělsku zakonzervoval dosavadní silný vliv kurie a inkvizice na veřejné dění. Španělské zásahy na straně Francie během války o dědictví polské (1733–1735) a ve válce o dědictví rakouské (1740–1748) přispěly k opětnému získání kontroly nad Neapolskem a Sicílií. Vláda hypochondrického Ferdinanda VI. v letech 1746–1759 byla pro zemi požehnáním, neboť se vyznačovala šetrností a dlouhým obdobím míru, což přispělo k materiálnímu rozkvětu země.
Významným pokrokem ve vývoji k modernímu státu znamenala vláda osvíceného absolutisty Karla III. (1759–1788), nevlastního bratra Ferdinanda VI. Karel, ačkoliv silně nábožensky založený člověk, byl významným státníkem, jenž se snažil ze Španělska učinit stát rovnocenný ostatním evropským mocnostem. Během své proreformní vlády se mohl opírat o mnoho významných úředníků a státníků. Nešťastná účast Španělska na sedmileté válce proti Velké Británii po boku Francie v letech 1761–1762, k níž byl zavázán nevýhodnými bourbonskými rodinnými pakty, zpočátku rušila jeho reformní činnost. V této válce Španělsko sice dočasně ztratilo Floridu, ale jako náhradu obdrželo od Francie Louisianu západně od řeky Mississippi.
V roce 1767 se Karlovi podařilo ze země vypudit jezuity. Tím byly odstraněny nebo omezeny četné nešvary a přehmaty duchovenstva, což napomohlo k prohloubení spolupráce mezi státem a církví, která měla značně prospěšný vliv na vzdělanost a mravnost lidu. Mnoho reforem ovšem zůstalo pouze na papíře, poněvadž Španělsko zůstávalo nadále silně zemědělskou zemí a leckdy tedy postrádalo potřebné kapacity k provedení reforem. Třicetileté Karlovo úsilí, dosáhnout použitím nezměrných finančních prostředků rozvoje hornictví, továren a silnic a snaha o rozvinutí a uvolnění obchodu s Amerikou, proto přineslo jen částečně své ovoce. Také počet obyvatelstva vzrůstal jen velmi pozvolna. Španělská účast v boji proti Velké Británii za americké války za nezávislost (1775–1783) spolkla tak obrovské množství finančních prostředků, že bylo nezbytné vydat papírové peníze.
Dohodami se severoafrickými státy a s Osmanskou říší Karel III. restauroval někdejší španělský vliv ve Středozemním moři. Španělsko tím upevnilo svoje mocenské postavení v Evropě a dokázalo alespoň zčásti získat zpět svoje někdejší renomé. Nesporný pokrok ve vzdělávání obyvatelstva a v posilování blahobytu země mohl přinést příznivé a trvalé výsledky, pokud by Španělsku byl dopřán čas k pokračování v reformách. Nadějné začátky realizované za Karla III. však přišly za vlády jeho nástupce Karla IV. zcela nazmar a Španělsko se v důsledku zoufalé a často vysloveně zločinecké politiky přiblížilo na okraj propasti.

### Úpadek za Godoyovy éry a cesta k ovládnutí země Napoleonem
Karel IV. (1788-1808), dobrácký, ale naprosto neschopný panovník, byl zcela ovládán svou chytrou, energickou, ale také marnivou manželkou Marií Luisou z Parmy. Ta nechala odstranit schopné ministry Karla III. a na jejich místo dosadila svého milence, Manuela Godoye, který tak získal rozhodující vliv na vedení státních záležitostí. Svojí politikou preferování svých oblíbenců, korupcí, intrikami a oslabováním státní správy Godoy uvedl státní finance do nepořádku a přivedl tak nazmar většinu úspěchů minulých desetiletí. Svržení Bourbonů ve Francii Španělsko pouze nečinně přihlíželo, ovšem po popravě Ludvíka XVI. v roce 1793 a urážkách konventu bylo přinuceno vyhlásit revoluční Francii válku a postavit se na stranu protifrancouzských mocností. Tato válka byla ze španělské strany vedena s bezpříkladnou neschopností. Navzdory francouzské slabosti a obětavosti španělského národa pronikli Francouzi do Navarry a Aragonu. I přesto se ale podařilo v Basileji v roce 1795 uzavřít celkem příznivý mír. Španělsko nicméně upadlo do naprosté závislosti na Francii, což lehkomyslný Godoy stvrdil v červnu 1796 smlouvou ze San Ildefonso.
Španělsko, které se ještě plně nevzpamatovalo z porážky v poslední válce, tím bylo zataženo do konfliktu s Británií. Godoy doufal, že se mu s podporou Francie podaří upevnit postavení Španělska na úkor Britů a Portugalců. Již první bitva u mysu Sv. Vincenta však jasně ukázala na nepřipravenost španělské flotily. Španělsko bylo odříznuto od svých kolonií v Americe, což mělo mít závažné důsledky pro jeho hospodářství. Aby se zavděčil Francouzům, podnikl Godoy v roce 1801 neslavnou výpravu do Portugalska. Následným mírem z Amiensu v roce 1802 Španělsko sice muselo ve prospěch Británie odstoupit pouze Trinidad, ale jeho vláda v amerických koloniích byla otřesena a státní finance zruinovány. Absence průmyslové revoluce zemi jak mocensky tak hospodářsky odsunula na vedlejší kolej za státy jako Británie, Francie nebo Prusko.
I přes tento neuspokojivý stav uzavřel Godoy s Francií další nevýhodnou smlouvu, která vyčerpanou zemi zapletla do nové války s Británií v roce 1803. V té přišlo Španělsko po porážkách u mysu Finisterre a u Trafalgaru (20. říjen 1805) o svoji poslední flotilu. Národ všechny tyto nezdary trpělivě snášel a nijak nepoklesl ve své bezmezné loajalitě. Nenáviděný a bezostyšný Godoy ve své zaslepenosti dokonce choval naději, že se stane regentem Španělska, případně že získá královskou korunu Portugalska. Aby toho dosáhl, spojil se v roce 1807 s Francouzi smlouvou z Fontainebleau za účelem války proti Portugalsku a dovolil Napoleonovým armádám překročit Pyreneje a vstoupit do Španělska. Na to vypuklo v březnu 1808 v Aranjuez lidové povstání. Godoy byl konečně svržen a král Karel IV. přistoupil pod tlakem rozhořčeného lidu k abdikaci ve prospěch svého syna Ferdinanda.
Ten jako Ferdinand VII. vstoupil 24. března do Madridu. Karel IV. ale v dopise Napoleonovi krátce poté vzal svoji abdikaci zpět jako vynucenou. Francouzský císař pozval proto španělskou královskou rodinu do Bayonne, kde se Ferdinand po delším zdráhání vzdal královské koruny ve prospěch otce. Ten pak své právo vlády okamžitě postoupil Napoleonovi, který na trůn dosadil svého bratra Josefa Bonaparta.